# Monòver
Monòver (castellà: Monóvar, oficialment Monòver/Monóvar) és una població del País Valencià situada a la comarca del Vinalopó Mitjà.

## Geografia
El seu extens terme, 152 km², escampat per les serres del Reclot, les Llometes, la Pedrera, la Solana, la Safra i l'Ombria, l'alçada del municipi és de 450 msm encara té algunes altures que superen els mil metres i propicia la pràctica del senderisme, la bicicleta de muntanya i, fins i tot, de les passejades a cavall.
Dins el seu terme municipal hi ha diferents nuclis de població, com ara el mateix Monòver, les Cases del Senyor, el Xinorlet, el Fondó i la Romaneta.

## Història

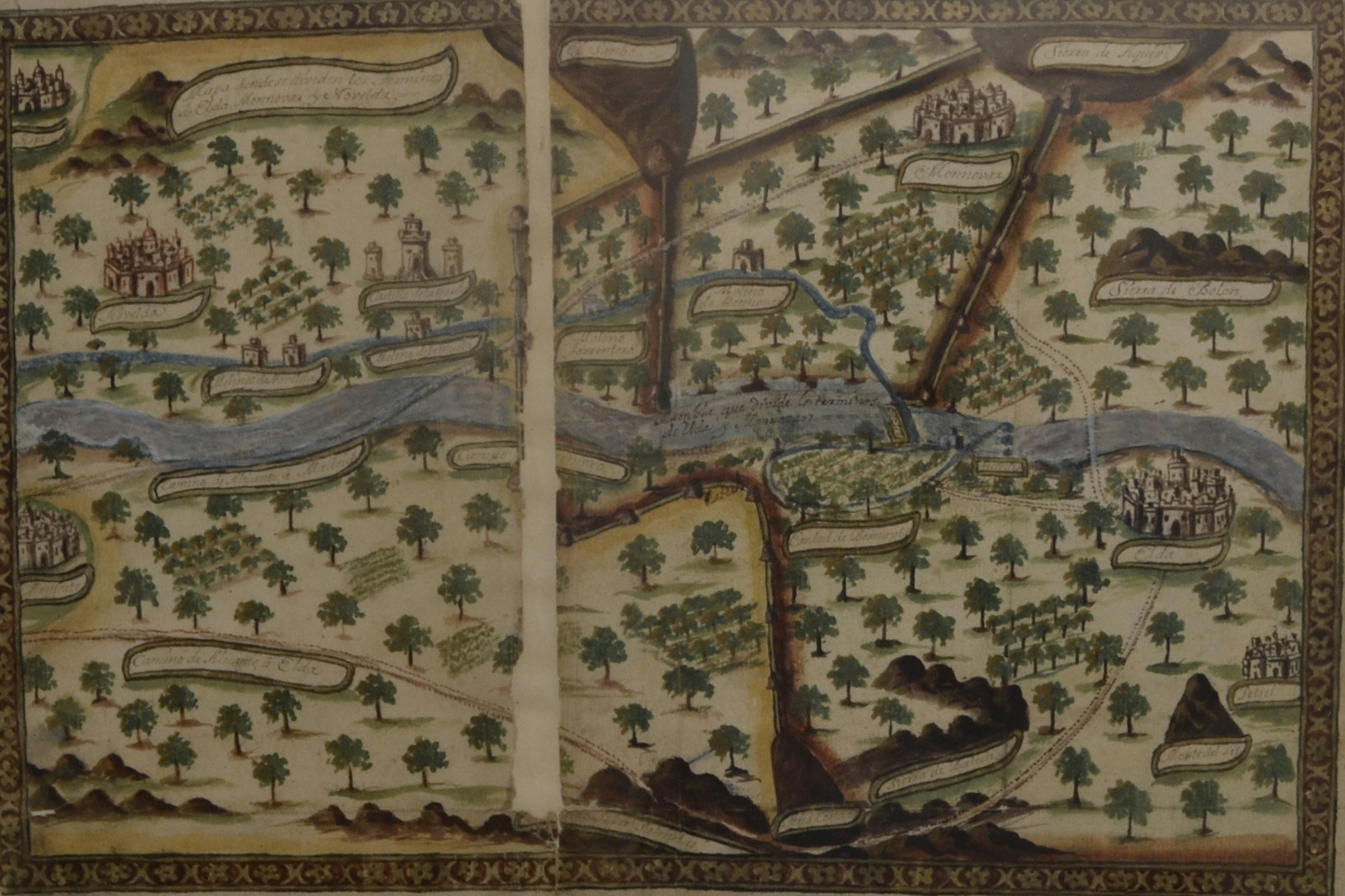
Mapa de la partició de termes entre Elda, Novelda i Monòver (1719)

La serra dels Molins és l'assentament més antic de població que s'hi coneix. Dels romans, a més d'una teoria sobre el topònim del poble, que diu que prové del llatí Mons Novar, 'mont nou', hi ha les restes d'una necròpoli. L'altra teoria sobre el topònim és que ve de l'àrab manowar ('florit'). Precisament àrab és l'origen de l'actual població.
Mitjançant el tractat d'Almizra, roman inclosa en la zona de conquesta castellana. Davant la revolta sarraïna que tingué lloc el 1261, Alfons X de Castella es va veure obligat a sol·licitar l'ajuda de son sogre Jaume el Conqueridor, el qual va recuperar el lloc per al monarca castellà. Durant el regnat de Jaume el Just, que havia conquerit el Regne de Múrcia i incorporat a la Corona d'Aragó hi va tenir lloc un arbitri que rectificava les fronteres i que va acabar amb la inclusió de Monòver definitivament a la Corona d'Aragó i incorporada el 1308 al Regne de València. L'any 1328, Alfons III donà la vila a Gonçal Garcia, que era el seu conseller i persona de confiança. La seua família detingué el senyoriu fins que fou venuda a Pere Maça de Liçana, el 1471. Fadric de Portugal i Margarida de Borja, princesa de Mélito i duquessa de Pastrana, en són els propietaris a finals del segle xvi.

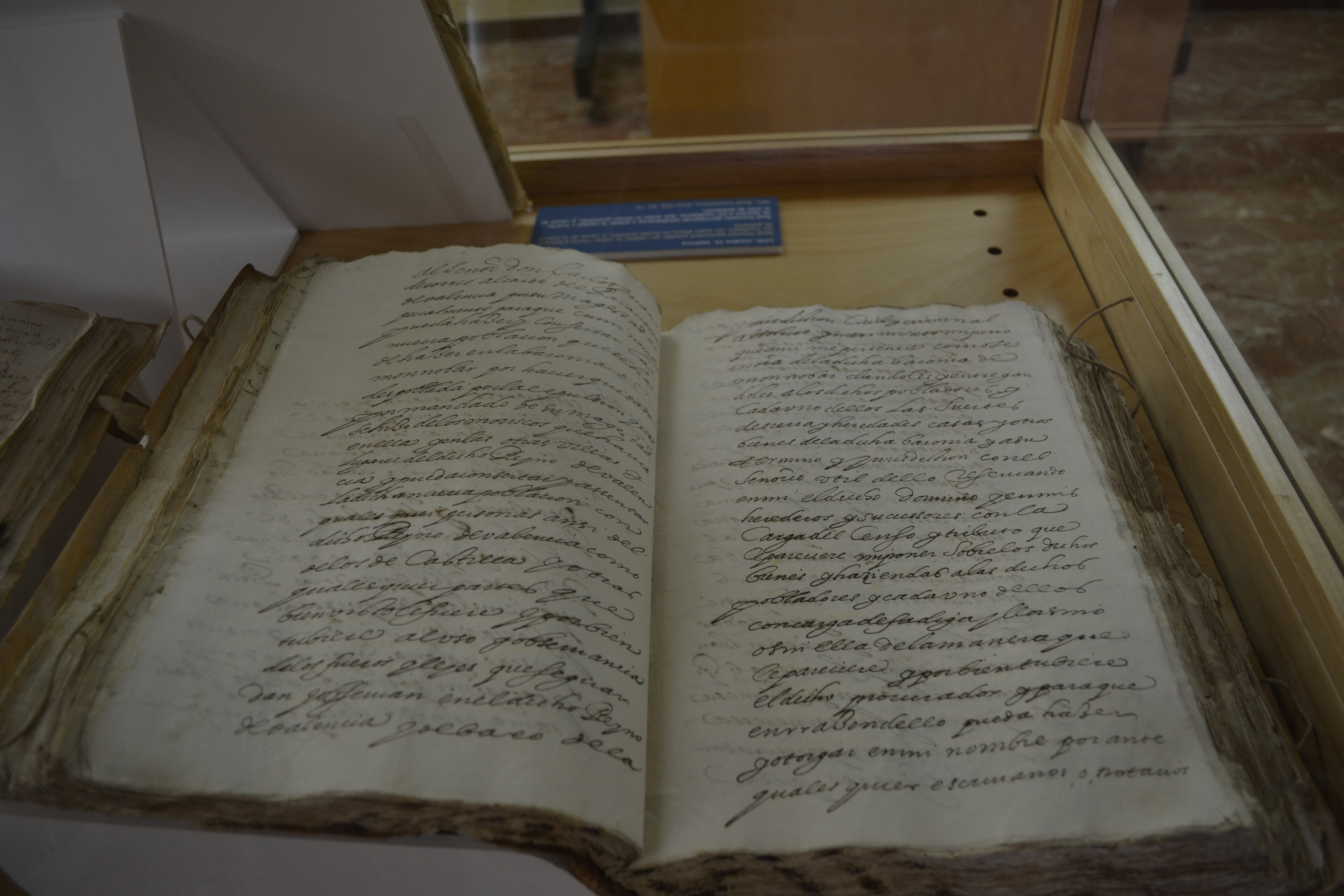
Carta pobla de Monòver (1611).

El 1609, a causa de l'expulsió dels moriscos, perd la totalitat de la població, que ascendia a 45 famílies morisques que depenien de la vall d'Elda, per la qual cosa, el 1611, Anna de Portugal i Borja, vigent senyora del lloc, donà carta pobla a diferents pobladors provinents de llocs propers. Posteriorment, el senyoriu passarà al ducat d'Híjar, que havia aglutinat el de Pastrana; durant la guerra de Successió, estigué al costat del d'Anjou, la qual cosa li va ser recompensada, el 1705, amb el títol de “Villa Muy Noble Fiel Ilustre y Leal”.
El creixement del segle xviii fou espectacular demogràfica i econòmicament. Al segle xix, el ferrocarril i els vins, que s'exportaven als Estats Units, França, Alemanya, Rússia, Dinamarca, Suècia i Noruega, van ser la base del desenvolupament local. El 1901, obté el títol de ciutat. La plaga de fil·loxera del 1904 obligà la burgesia a diversificar els seus guanys i, així, va nàixer una indústria que abans del 1920 ja incloïa fàbriques de sabó, farina, calcer i marbre. La segona meitat del segle xx fou la de la consolidació industrial, sobretot en el sector del calcer.

## Economia
El calcer i la marroquineria, amb una important indústria de transformació de productes agraris (vins amb denominació d'origen Alacant, sense oblidar l'exclusiu fondellol, i fruita seca) constituïxen la base d'una rica economia. De les pedreres de la Cavarassa, s'extrau el marbre roig "Alacant", i en el pla artesanal citarem el treball del vímet, joguines, cistelles i mobles de jardí. I també una de les úniques escoles de l'estat de boixets i un dels pocs artesans que encara fabriquen barrils en la península.

## Demografia
La següent taula mostra com ha variat la població absoluta de Monòver al llarg de tota la sèrie estadística: 
| 8.640 | 8.792 | 10.601 | 11.243 | 10.377 | 9.799 | 9.933 | 9.979 | 10.393 | 10.348 | 11.111 | 12.137 | 11.916 | 12.841 | 12.923 | 13.056 | 13.060 |

## Política i govern

### Composició de la Corporació Municipal
El Ple de l'Ajuntament està format per 17 regidors. En les eleccions municipals de 26 de maig de 2019 foren elegits 8 regidors del Partit Socialista del País Valencià (PSPV-PSOE), 4 del Partit Popular (PP), 3 de Veïns de Monòver (VdN), 1 de Ciutadans - Partit de la Ciutadania (Cs) i 1 de Podem per Monòver+Compromís (Podem+Compromís).
| Eleccions municipals de 26 de maig de 2019 - Monòver                                                                                         |                                          |                                     |                                     |        |          |          |
| Candidatura | Candidatura                              | Candidatura                         | Cap de llista                       | Vots   | Vots     | Regidors |
| | Partit Socialista del País Valencià-PSOE |                                     | Alejandro García Ferrer             | 2.744  | 43,27%   | 8 (-2)   |
| | Partit Popular                           |                                     | Ana Marhuenda Picó                  | 1.467  | 23,14%   | 4 (-1)   |
| | Veïns de Monòver                         |                                     | Guillermo Rico Barberá              | 957    | 15,08%   | 3 (+1)   |
| | Ciutadans - Partit de la Ciutadania      |                                     | Inmaculada Navarro Merino           | 422    | 6,66%    | 1 (+1)   |
| | Podem per Monòver+Compromís              |                                     | Emilio Martínez Guillen             | 411    | 6,48%    | 1 (+1)   |
| | Altres candidatures                      |                                     |                                     | 271    | 4,27%    | 0        |
| | Vots en blanc                            |                                     |                                     | 70     | 1,10%    |          |
| Total vots vàlids i regidors | Total vots vàlids i regidors             | Total vots vàlids i regidors        | Total vots vàlids i regidors        | 6.342  | 100 %    | 17       |
| | Vots nuls                                | Vots nuls                           | Vots nuls                           | 91     | 1,43%    |          |
| Participació (vots vàlids més nuls) | Participació (vots vàlids més nuls)      | Participació (vots vàlids més nuls) | Participació (vots vàlids més nuls) | 6.433  | 67,05%** |          |
| Abstenció | Abstenció                                | Abstenció                           | Abstenció                           | 3.161* | 32,95%** |          |
| Total cens electoral | Total cens electoral                     | Total cens electoral                | Total cens electoral                | 9.594* | 100 %**  |          |
| Alcalde: Alejandro García Ferrer (PSPV) (15/06/2019) Per majoria absoluta dels vots dels regidors (9 vots: 8 de PSPV i 1 de Podem+Compromís) |                                          |                                     |                                     |        |          |          |
| Fonts: JEC, JEZ Elda, M. Interior, Periòdic Ara. (* No són vots sinó electors. ** Percentatge respecte del cens electoral.)                  |                                          |                                     |                                     |        |          |          |

### Alcaldes
Des de 2019 l'alcalde de Monòver és Alejandro Garcia Ferrer, del Partit Socialista del País Valencià-PSOE.
| Període                       | Alcalde o alcaldessa                                                          | Partit polític  | Data de possessió                | Observacions                                           |
| ----------------------------- | ----------------------------------------------------------------------------- | --------------- | -------------------------------- | ------------------------------------------------------ |
| 1979–1983                     | Enrique Peiró Navarro                                                         | PSPV-PSOE       | 19/04/1979                       | --                                                     |
| 1983–1987                     | Enrique Peiró Navarro                                                         | PSPV-PSOE       | 28/05/1983                       | --                                                     |
| 1987–1991                     | Luis Fernando Pérez Picó                                                      | CDS             | 30/06/1987                       | --                                                     |
| 1991–1995                     | Luis Fernando Pérez Picó José Ginés Rico                                      | CDS PSPV-PSOE   | 15/06/1991 29/09/1992            | ?? --                                                  |
| 1995–1999                     | Juan Emilio Amorós Cantó José Ginés Rico                                      | PP BP           | 17/06/1995 14/01/1998            | Dimissió --                                            |
| 1999–2003                     | Juan Emilio Amorós Cantó                                                      | PP              | 03/07/1999                       | --                                                     |
| 2003–2007                     | Salvador Poveda Bernabé Juan Antonio Buendicho Romero Salvador Poveda Bernabé | PP PSPV-PSOE PP | 14/06/2003 18/08/2003 09/12/2004 | Moció de censura PSPV+GIMV Moció de censura PP+GIMV -- |
| 2007–2011                     | Salvador Poveda Bernabé                                                       | PP              | 16/06/2007                       | --                                                     |
| 2011–2015                     | Salvador Poveda Bernabé Natxo Vidal Guardiola                                 | PP PSPV-PSOE    | 11/06/2011 12/04/2014            | Dimissió --                                            |
| 2015–2019                     | Natxo Vidal Guardiola                                                         | PSPV-PSOE       | 13/06/2015                       | --                                                     |
| 2019-2023                     | Alejandro García Ferrer                                                       | PSPV-PSOE       | 15/06/2019                       | --                                                     |
| Des de 2023                   | n/d                                                                           | n/d             | 17/06/2023                       | --                                                     |
| Fonts: Generalitat Valenciana |                                                                               |                 |                                  |                                                        |

## Edificis d'interés
La ciutat s'assenta al vessant d'una muntanya i els seus carrers conserven memòria de la seua història, especialment en la gran quantitat d'edificis del segle xviii.

### Monuments civils

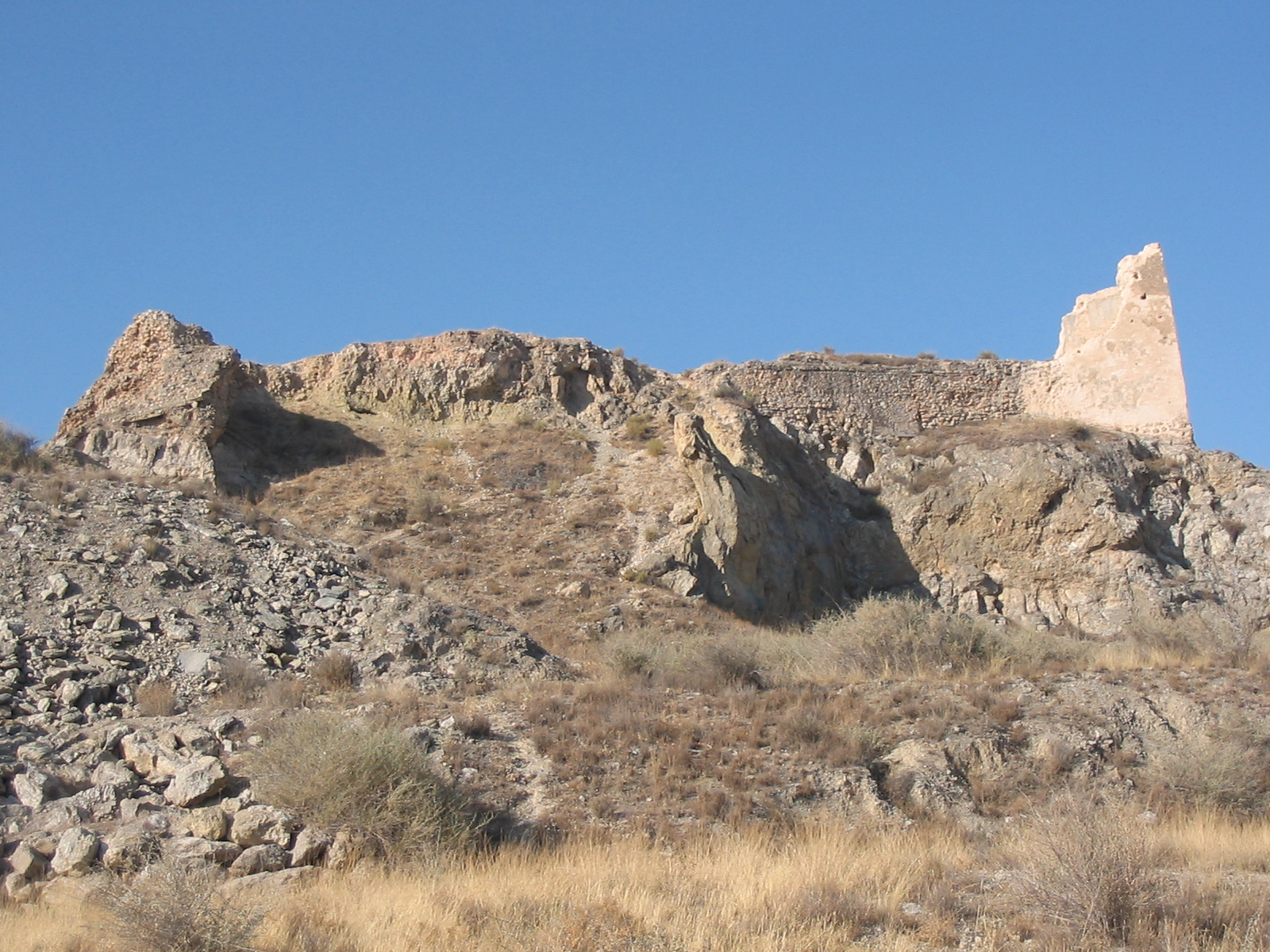
Castell de Monòver.

- Castell de Monòver es va construir entre finals de segle XII i principis del xiii. Després de la conquesta cristiana, va passar a ser administrat pel regne de Castella i més tard, en 1305, per la corona d'Aragó. El castell va perdre les seves atribucions defensives al segle xvii.
- Torre del Rellotge es va construir l'any 1734, amb l'objectiu de donar l'hora als veïns de la ciutat. Té 18 metres d'altura i està dividida en diversos cossos. La torre del rellotge es va construir sobre l'antic minaret morisc de la ciutat.
- Teatre Principal va obrir les portes el 1858. Es tracta d'un dels teatres en més antics de la província d'Alacant. El Teatre ha sofert diverses reformes al llarg del temps, la més important el 2002.
- El Casino de Monòver es va crear l'any 1880. Del seu interior podem destacar els seus singulars salons, l'acurada biblioteca o el seu enrajolat jardí. El Casino de Monòver va ser un lloc de trobada per als personatges més il·lustres de la ciutat, entre ells l'escriptor José Martínez Ruíz 'Azorín'. El Casino és una entitat privada, només els socis poden accedir.
- L'Ajuntament es va crear arran de la Carta Pobla (1611) promulgada per la senyora de Monòver, Ana María de Portugal, després de l'expulsió dels moriscos. Tot i que els primers indicis sobre aquest edifici es remunten a 1682, la construcció actual és de 1845. A part d'Ajuntament, aquest edifici va servir com jutjat i presó comarcal. Del seu interior, podem destacar la sala de plenaris i el cartell commemoratiu del títol de ciutat.
- La plaça de bous es va construir l'any 1912. Durant tota la seva història  ha sofert diverses remodelacions, les més importants en 1941 i 2002. Els mesos posteriors a la Guerra Civil, la plaça de bous va ser reconvertida en un camp de classificació, en el qual es van retenir a més de 1200 presos republicans. Durant els anys seixanta la plaça també es va utilitzar com a cinema d'estiu.
- El Col·legi Cervantes va començar a funcionar l'any 1929. Durant la Guerra Civil, el col·legi va ser utilitzat com a hospital de sang per als soldats ferits al front. Actualment, aquest edifici segueix tenint funcions educatives.
- Els Socarrats són un tipus de decoració ornamental molt singular que podem trobar en algunes cases de Monòver. Es fabricaven de fang cuit i es pintaven en òxid de ferro. Es posaven als ràfecs de les cases amb una finalitat decorativa i informativa. La tipologia dels socarrats és molt variada, solien indicar detalls sobre la vida dels propietaris o la data de construcció de la casa. En altres ocasions, també es decoraven amb motius vegetals, simbòlics, animals o geomètrics.
- Diverses cases amb interès arquitectònic, com ara la Casa Consistorial (segle xix); la Societat Cultural Casino de Monòver (1880); Casa de Las Bolas i Casa dels Tortosa (ambdues del segle xx) o la Llar del Pensionista, restaurada per a l'ús dels jubilats.

### Monuments religiosos
- Ermita de Santa Bàrbara és un edifici religiós construït a finals del segle xviii sobre els fonaments d'un temple anterior. És d'estil barroc, encara que també té traces de neoclàssic. De planta rectangular, al seu interior podem trobar tres espais clarament diferenciats: el pòrtic, la capella i la sagristia.
- Convent de Caputxins. L'església dels Caputxins formava part d'un conjunt conventual associat a l'ordre dels frares caputxins. Les obres d'aquesta església van començar a 1756. Aquest lloc va mantenir la seva activitat religiosa fins a la desamortització de 1835. Després d'aquest moment, el convent va passar a titularitat pública. Als anys setanta de segle passat, es va enderrocar l'antic convent per construir l'actual mercat municipal. Hui dia només queda l'església
- Església de Sant Joan Baptista es va començar a construir en 1750, encara que les primeres referències al temple es remunten a 1303. L'església compta amb tres cossos principals: la mateixa església, la Capella de la Mare de Déu del Remei i la capella de Sant Miquel Arcàngel. De tots els seus elements interiors, podem destacar l'orgue barroc, el qual encara funciona (anualment s'organitzen concerts d'orgue. Consultar programació).

### Museus
- Casa-Museu Azorín és un edifici de titularitat privada que custodia l'obra i llegat de l'escriptor monover, José Martínez Ruiz. El museu, administrat per la Fundació de la Caja del Mediterráneo, destaca pel seu fons bibliogràfic de més de 14.000 volums. La casa, propietat de la família Martínez Ruiz des de 1876, també alberga diferents objectes i estris relacionats amb l'escriptor.
- Museu d'Arts i Oficis Monovers. El Museu d'Arts i Oficis de Monòver va ser fundat l'any 1968 per José María Román Amat. Totes les peces del museu van ser recollides i inventariades pel seu creador, donant com a resultat una de les col·leccions etnogràfiques més singulars del País Valencià. Al museu podrem trobar una gran varietat d'objectes que sintetitzen, des de la perspectiva local, el trànsit de les societats tradicionals al món globalitzat. La col·lecció permanent està dividida en diferents àmbits temàtics vinculats a la relació dels monovers i monoveres amb el seu entorn més proper. El llegat del museu - en tot el seu conjunt- ens ajuda a entendre la riquesa i varietat del patrimoni cultural monover, establint un vincle generacional entre les societats d'ahir i les de hui.
- Centre d'Interpretació del Fondó El 6 i el 7 de març de 1939 la pedania monovera del Fondó va entrar en la història, ja que des del seu aeròdrom van marxar cap a l'exili les personalitats polítiques i militars més importants del govern de la II República, entre ells, el president de Govern, Juan Negrín. Conscients de la importància d'aquest llegat, l'Ajuntament de Monòver, amb el suport de la Conselleria de Turisme, ha elaborat un ambiciós projecte, amb la finalitat de convertir el Fondó en un lloc de referència per a l'estudi i recuperació de la Memòria Democràtica.

## Gastronomia
La dieta tradicional de la zona pot incloure's en la dieta mediterrània, per incloure l'oli d'oliva conreat i elaborat en la comarca, cereals com el blat i l'arròs, fruites, fruita seca com l'ametla; olives, verdures i hortalisses, aus i conills, carn d'anyell, formatge fresc de cabra, peix en salaó, caragols... No hi ha tradició, no obstant això, de consumir massa peix fresc, encara que no hi ha massa distància amb la mar.
Cal assenyalar el gust característic dels aliments cuinats al foc de sarments (la llenya procedent de la poda de les branques dels ceps de la vinya, amb la qual es feia el foc, i que produïa brases ràpidament).
Alguns plats típics de Monòver són: alls, arròs amb conill i caragols, colomí, perdiu o pollastre de corral, anyell a la brasa, fassegures, fesols en salsa, fregit de conill, gatxamiga, gaspatxos, olleta de sant Antoni, molles, que poden acompanyar-se dels excel·lents productes dels cellers monovers, que avui elaboren tota mena de vins, amb denominació d'origen Alacant: negres, blancs i rosats, a més de mistela i moscatell, o el famós fondellol.
Cal destacar-hi també els tradicionals embotits (llonganisses, botifarres de ceba, llonganissa de pasqua...), i una gran varietat de pastes típiques, com la coca boba, les tonyes, la coca de sagí, els ametlats, els sospirs, els sequets i les rosquilles d'aiguardent.
Encara que la ciutat té una llarga tradició en l'elaboració de licors, actualment no es conserva cap obrador que fabrique licors típics de Monòver; com el cantueso (timó) i l'anís.